# Marktl

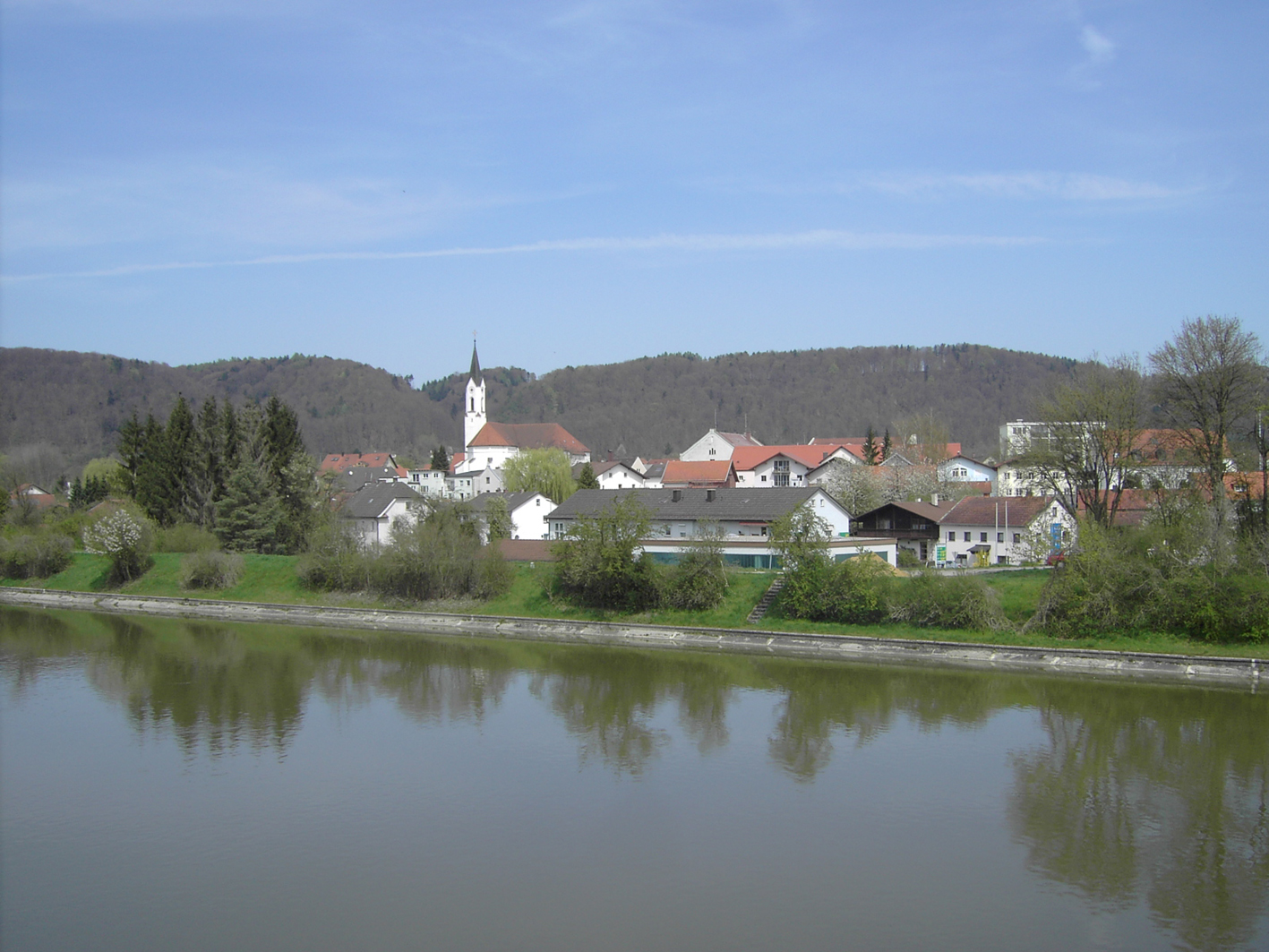
Marktl.

Marktl es un municipio al sureste de Alemania perteneciente a la Alta Baviera y la mancomunidad de Altötting a una altura de 498 m. 
Tiene una superficie de 27,84 km² y 2.691 habitantes (dato del 31.12.2002).
Limita: al N con el municipio de Erlbach, al E con el distrito de Rottal-Inn, al SE con el municipio de Stammham, al S con el municipio de Haiming, al SO con el municipio de Emmerting, y al O con el pueblo libre de Neuötting y con el municipio de Perach. 
Es, también, el municipio donde nació Joseph Ratzinger, más conocido como Benedicto XVI, el 265 Papa de la Iglesia Católica.

## Historia
Su fundación data del siglo XIII. En 1422, el duque Enrique VII otorga los derechos de celebrar mercados con el nombre Marktl (markt = 'mercado'; -l = indica un diminutivo). Le fueron concedidos luego los privilegios de llevar un escudo, de construcción de iglesias, y la construcción de un puente sobre el río Inn.

## Personas destacadas
- El 16 de abril de 1927 nació en esta localidad el papa Benedicto XVI.